# 鄭彥棻
鄭彥棻（1902年2月8日—1990年6月21日），广东省顺德县人，中華民國政治人物，以長於僑務聞名。

## 生平

### 早年生涯
1902年2月8日（農曆正月初一），鄭彥棻生在廣東省順德县。兄弟二人，郑彦棻居长。6歲時喪父。9岁时，入私塾读书。10岁时，转入北滘乡立小学学习。1916年，郑彦棻随六叔赴香港，在翠英英文学校进修。1917年回到广东，任广州《采风报》校对，不久担任记者。
1918年秋，鄭彥棻以同等学力报考免交学费的国立广东高等师范学校附属初级师范学校预科，以第6名的成绩获得录取。在校期间，郑彦棻利用暑假外出工作。他还当选该校学生会服务部部长。后来，学生会服务部设立广州市第一所平民义学，郑彦棻任主任兼教员。此外，他还历任学生会贸易部（相当于消费合作社）干事、总经理、董事长等职务。因经营得法，盈利甚多。
1919年，郑彦棻考入国立广东高等师范学校数理化部。在该校内推广《新青年》、《新教育》、《新思潮》、《浙江潮》等刊物。在校期间，因受教育学教授黃希聲影響，由原本主修數学、辅修化学转而对教育学感兴趣。因在校学习勤奋，品学兼优，获校长邹鲁赏识。1923年，经邹鲁、谢清介绍，郑彦棻加入中国国民党。同年，郑彦棻作为国立广东高等师范学校学生会评议部部长，参加了广东全省学生联合会评议部的工作，并被推选为全国学生联合会广东省代表，出席了该会在广州召开的评议大会。
1924年1月，孙中山开始在国立广东高等师范学校礼堂讲授“三民主义”，郑彦棻每次都听讲并做笔记。1924年2月6日，孙中山任命邹鲁为国立广东大学筹备主任，筹备将广东高等师范学校、广东公立法科大学、 广东公立农业专门学校合并为国立广东大学。同年5月，筹备工作结束，邹鲁成为国立广东大学校长。 6月，郑彦棻自国立广东大学师范学院毕业，被学校派赴日本考察教育。自日本归来后，郑彦棻留校任国立广东大学附属小学训导主任、数理科教员兼舍监。

### 留学法国
1925年底，郑彦棻被保送到法国里昂中法大学学习。接到保送通知后，郑彦棻便辞去教职，北上办理出国手续。1926年2月，郑彦棻一行自上海乘邮轮赴法国，入里昂中法大学，并获准入里昂花园中学特别班学习法语。同年，郑彦棻任中国国民党里昂支部委员，与谢清（后来加入中国共产党）共同代表里昂支部出席了中国国民党驻法总支部在巴黎举行的代表大会，郑彦棻在会上当选驻法总支部指导委员，负责整理并统一总支部。后来，他又被任命为中国国民党驻法总支部常务委员，在法国、比利时、英国、荷兰、德国等国开展反共活动。
1927年暑假，郑彦棻来到距离里昂不远的格城，在格城的暑期学校学习发音学。同年秋，他获准转学至巴黎，原想入法国国立高等师范学校学习，但该校不收外国学生，故只好入法国国立巴黎大学法学院学习统计学。1929年，郑彦棻当选中国国民党驻法总支部出席中国国民党第三次全国代表大会代表。同年3月，抵达南京，出席了中国国民党第三次全国代表大会。会后，返回法国，兼任《中央日报》驻欧特派员。
1930年，中国国民党驻法总支部第一届代表大会举行，会上郑彦棻发表宣言，并且表示拥护国民政府及蒋介石。同年，郑彦棻应国际联盟宣传部之邀，赴日内瓦参观，随后便在国际联盟宣传部任职。不久，任国际联盟秘书厅秘书，开始正式在国际联盟工作。
1931年6月，郑彦棻获得法国国立巴黎大学统计师学位。1933年，郑彦棻回国休假，与南海县的伦蕴珊在广州新亚大酒店结婚。同年，福建事变发生，中山大学（即原广东大学）法学院院长郭冠杰离职务，校长邹鲁邀郑彦棻接任该院院长。但郑彦棻表示“服务母校，原属义不容辞，只以此次返国，系休假性质，一切手续，并未交代，如果将来学校一定要我回来，我一定随时应命！”于是，1934年，郑彦棻偕新婚妻子返回日内瓦。

### 归国任职
1935年，郑彥棻辞去在国际联盟的工作，回到广州，出任中山大学法学院院长。任内，他“提倡读书风气、扩充图书设备、延揽绩学良师、举办特约演讲、创置模拟法庭、提高学生程度。”1936年4月，经郑彦棻建议，设立“乡村服务实验区”。同年，兼任国民政府军事委员会特别训练班教官，讲授“国际政治与国际现势”课程。1937年夏，郑彦棻辞去中山大学法学院院长职务。
抗日战争爆发后，郑彥棻应宋子文之邀，离开广州赴上海参加抗战工作，被任命为全国经济委员会专门委员，负责研究国际情势及国际宣传。日军占领上海后，他奉命离开上海至香港。1938年春，国民政府迁至武汉，郑彦棻奉命赴武汉协助接收民众团体“国际反侵略运动大会中国分会”。接收后由宋子文担任会长，郑彦棻任执行部主任，负责实际事务。1938年7月9日，三民主义青年团在武昌成立，郑彦棻任中央临时干事会常务干事。他还兼任国民政府军事委员会政治部设计委员、中国国民党中央训练委员会委员、国民精神总动员会议设计员、国民外交协会常务理事等职。1939年，广东省第一届临时参议会成立，郑彦棻当选参议员。同时他还担任中国国民党重庆市党部文化运动委员会主任委员。
1940年8月，郑彦棻调回广东，任广东省政府委员兼秘书长，后来又兼任统计长。他倡导“机关学校化”运动，设立“公余服务团”。同年12月，又任中越文化工作同志会理事。1943年1月，郑彦棻因公赴重庆，被临时派为中央训练团高级班主任秘书。同年3月，出席在重庆举行的三民主义青年团第一次全国代表大会，当选第一届中央干事会干事。三青团一大闭幕之后，举行了第一次中央干事、监察联席会议。会上，郑彦棻被派为中国国民党中央团部宣传处处长，后又兼任文化建设运动委员会主任委员。
1944 年1月，郑彦棻兼任三民主义青年团中央干部学校教员。同年，又出任中央干部学校研究部教授，讲授“省县行政”课程。1945年5月，郑彦棻出席中国国民党第六次全国代表大会，并当选第六届中央执行委员。同年8月，调任中国国民党中央党部副秘书长。
抗日战争胜利后，郑彦棻随蒋介石巡视北平、南京等地。1946年9月，郑彦棻出席在庐山举行的三民主义青年团第二次全国代表大会，会后调回三民主义青年团中央团部任副书记长兼中央干事会常务干事。1947年，党团合并，郑彦棻任中国国民党中央党部副秘书长。同年9月举行的中国国民党六届四中全会上，郑彦棻当选中国国民党中央执行委员会常务委员。
1946年，郑彦棻任制宪国民大会代表。1947年，出任国民政府立法院第四届立法委员。1948年春，郑彦棻回到广东参加行宪后第一届立法委员竞选，以仅次于吴铁城的票数当选为第一届立法委员。同年5月，参加第一届立法院第一次会议预备会，任议事规则起草委员会委员。同年12月22日，吴铁城任孙科内阁行政院副院长兼外交部部长，并辞去中国国民党中央党部秘书长职务。12月30日，中国国民党中央常务委员会決議：由郑彦棻代理中国国民党中央党部秘书长。:8763

### 台湾生活
1949年4月3日，中國國民黨中央黨部秘書長鄭彥棻，日前赴溪口晉謁蔣介石，報告中央黨部遷廣州後黨務推進情形，並請示五中全會召開之有關事宜，今晨離溪口；同日，中國國民黨中常委雷震、前外交部長王世亦到溪口謁蔣:8863。第二次国共内战末期，郑彦棻赴台湾。1950年1月，郑彦棻与黄少谷、陈立夫、蒋经国、谷正纲等人到台中日月潭商议中国国民党的改造问题。郑彦棻后来担任中国国民党中央改造委员会委员兼第三组主任。
1952年3月，出任行政院政务委员兼行政院侨务委员会委员长。10月21日，郑彦棻在台北主持召开第一次侨务会议，会议通过成立“华侨联合救国总会”，10月26日还通过《华侨反共抗俄公约》。 1954年7月，郑彦棻奉命着手办理协助越北撤侨工作，鼓励华侨学生赴台湾升学。这段时期，郑彦棻主要从事侨务，宣慰侨胞，鼓动华侨反共、反大陆。
1960年，郑彦棻调任司法行政部部长。任内他提出“合理减轻司法人员的工作负担问题，改善司法人员生活问题，培养及储训法学人才问题，院检调查局监所设备之现代化问题。”1964年11月，郑彦棻任中国国民党第九届中央委员，并连任九届一、二、三、四中全会中央常务委员。
1967年冬，郑彦棻调任总统府副秘书长，1972年升为秘书长。1969年4月，再度当选中国国民党中央常务委员。1978年5月20日，蒋经国就任中华民国第六任总统，郑彦棻改任总统府国策顾问，同时担任光复大陆设计研究委员会委员。1979年，应中国文化大学创办人张其昀之邀，在三民主义研究所开设“五权宪法专题研究”课程，并兼任博士研究生指导教授。1987年，再被蔣經國聘為總統府資政。
晚年，郑彦棻曾患大肠癌，但他战胜病魔，并参与防癌知识传播工作，指出“癌症不可怕，我就是见证！”1988年3月12日，郑彦棻的妻子伦蕴珊在台北三军总医院病逝，郑彦棻将妻子葬在台北金山乡中华海景墓园。1988年7月，郑彦棻出任中国国民党第十二届中央评议委员。同年10月，任“三民主义统一中国大同盟”第四届推行委员会咨议委员。
1990年6月21日，郑彦棻因脑溢血及肾功能衰竭，在台北三军总医院病逝，享年88岁。同年7月9日，郑彦棻被安葬在台北金山乡中华海景墓园，与妻子同眠。
郑彦棻逝世后，获得褒揚令：

總統府資政鄭彥棻，志慮忠純，操持嚴謹，早歲親聆 國父演講三民主義，遂畢生闡揚，奉行不懈，嗣以書生從政，勇於任事，在艱彌厲，卓有聲稱，歷經抗戰、戡亂、行憲、至於復興建設、累膺重寄，主僑政，掌法務、令蹟丕顯，洊擢總統府秘書長，參佐機衝，勳猶懋著，比年受聘為資政，從公之餘，猶勤著述，方期讜諭嘉謨，長資匡贊，遽聞溘逝，軫悼良深，應予明令褒揚，以示政府篤念耆勳之至意。 
總統 李登輝

行政院長 郝柏村

中華民國七十九年七月六日

## 著作
- 郑彦棻，往事忆述，传记文学出版社
- 郑彦棻，郑彦棻八十，传记文学出版社
- 郑彦棻，思齐集
- 郑彦棻，见贤集
- 郑彦棻，省政五论
- 郑彦棻，认识华侨
- 郑彦棻，青年与训练
- 郑彦棻，华侨与开国
- 郑彦棻，主义与宪政
- 郑彦棻，五权宪法要义
- 郑彦棻，苦斗中的侨教
- 郑彦棻，国父遗教讲述
- 郑彦棻，国父遗教阐微
- 郑彦棻，地方自治论文集
- 郑彦棻，侨胞的动向与路向
- 郑彦棻，郑彦棻先生文集
- 郑彦棻，郑彦棻先生言论选集
- 郑彦棻，无侨教即无侨务的真谛
- 郑彦棻，国父的伟大及其思想探微
- 郑彦棻，我们对于国际联盟应有的认识和态度